# 1-й Бабьегородский переулок
1-й Бабьегоро́дский переу́лок (название с XVIII века) — переулок в Центральном административном округе города Москвы на территории района Якиманка. Пролегает от улицы Большая Якиманка до Мароновского переулка, заканчивается входом в парк Музеон.

## Происхождение названия
По одной из версий назван по местности «Бабий городок», известной с XVII—XVIII веков и названной, так как «берег здесь укрепляли сваями, вбивавшимися в землю с помощью баб — подвесных молотов из дерева или чугуна. Слово „городок“, происходит от слова „городить“, „огораживать“, что означало „укреплять“». По другой, менее достоверной версии в этом месте, «на берегу Москвы-реки татары выбирали себе полонянок». Согласно третьей версии «здесь якобы было укрепление, в котором оборонялись женщины от вражеского нападения», однако «сказание о бое здесь в 1382 году женщин, построивших „городок“, с татарами документами не подтверждается».
В середине XIX века назывался переулок Бабий Городок.

## История
Переулок возник в XVII—XVIII веках в Панской слободе, где когда-то селились иностранцы. К началу 20 века был застроен городскими усадебками и кирпичными доходными домами. На 1-й Бабьегородский переулок выходил Бабьегородский рынок. До середины 1980-х годов переулок был в два раза длиннее и доходил до Крымской набережной, а затем, в результате создания Парка Искусств, укорочен до Мароновского переулка, при этом вся историческая застройка была снесена.

## Здания и сооружения
- дом 5 — здание школы (сейчас «Пироговская школа»), построено в 1937 году по типовому проекту архитекторов В. В. Калинина и А. А. Карасёва[6][7][8]; единственное из сохранившихся от застройки первой половины 20 века
- дом 12 — доходный дом купца Алексея Григорьевича Талдыкина, одного из пионеров российского кинематографа и ктитора храма Петра и Павла на Якиманке[9]. Два кирпичных корпуса в пять этажей каждый спроектированы Валентином Дубовским в 1910 году. К 1913 году дом, стоявший на перекрестке 1-го Бабьегородского и Мароновского переулков и ставший архитектурной доминантой всей местности, был завершен[10]. В конце 1960-х годов были демонтированы декоративные элементы фасада, выступавшие над кровлей[11][12], в конце 1970-х годов здание было покрашено в желтый цвет[13][14]. К этому времени он остался последним домом гражданской дореволюционной застройки Бабьего городка. Спустя десять лет дом был расселен[15] и отдан под снос. Сейчас другие сохранившиеся дома архитектора Валентина Дубовского являются памятниками культурного наследия.

## Транспорт
- Станция метро  Полянка — около 400 метров.
- Остановка «1-й Бабьегородский переулок»:

Автобусы: м1, е10, 297; н11.